# Dukas (Adelsgeschlecht)
Dukas (pl. Dukai; weibliche Form Dukaina) ist der Name einer byzantinischen adligen Familie, zu der auch die beiden byzantinischen Kaiser Konstantin X. (1059–1067) und Michael VII. (1071–1078) gehörten.

## Herkunft
Verlässliche Nachrichten über den Ursprung der Familie liegen nicht vor. Ausgedehnte Besitzungen entlang dem Fluss Menander, nahe Nicopolis in Paphlagonien – einem byzantinischen Thema am Schwarzen Meer, an der mittleren Nordküste Kleinasiens – deuten jedoch auf eine Herkunft aus dieser Provinz hin. Dabei ist anzunehmen, dass es sich um eine Familie griechischen Ursprungs handelt, aber auch eine armenische Herkunft wäre möglich.
Nachdem die Familie in der zweiten Hälfte des 11. Jahrhunderts die kaiserliche Würde erlangt hatte, waren einige Geschichtsschreiber bemüht, den Ruhm des Hauses durch eine bis in die Antike zurückreichende Genealogie zu erhöhen. So führte der byzantinische Politiker, Feldherr und Geschichtsschreiber Nikephoros Bryennios (* um 1081; † 1136) – der Ehemann der Kaisertochter und Geschichtsschreiberin Anna Komnena – die Familie der Dukai auf einen Cousin von Konstantin dem Großen Kaiser des Römischen Reiches (306 – 337) zurück, der mit diesem im vierten Jahrhundert nach Konstantinopel gekommen sei und als Gouverneur von Konstantinopel den Titel Dux getragen hätte, der später zum Familiennamen wurde.
Obwohl dies theoretisch nicht ganz ausgeschlossen ist, da damals tatsächlich zahlreiche senatorischer Familien von Rom in die neue Hauptstadt Konstantinopel übersiedelt sind, lässt sich diese Abstammung mangels Dokumentation naturgemäß nicht belegen. Doch auch ohne diese Ursprungslegende zählt das Haus der Dukai zu den ältesten und vornehmsten Familien des Byzantinischen Reiches.

## Geschichte
Zeitlich treten drei Personengruppen mit dem Familiennamen Dukas auf:

### Die ältesten Dukai
Als deren Ahnherr wird ein Andronikos Dux (Dukas) angesehen, der 792 als Tourmarch (Kommandant einer Turma (Militärbezirk mit einer Armeestärke von bis zu 5000 Mann)) im Thema (Provinz) Armeniakon auftritt. Zwei Generationen später tritt ein anderer Andronikos Dukas auf, der von der Kaiserin Theodora II. während der Regentschaft für ihren minderjährigen Sohn Michael III. (* 839; † 867) im Jahre 843 als General damit beauftragt wurde, die häretische Sekte der Paulikianer mit Gewalt zur Orthodoxie zu bekehren.
Diese Familie dürfte jedoch zu Beginn des zehnten Jahrhunderts in männlicher Linie ausgestorben sein.

### Die Dukas-Lydos
Diese Familie leitet sich aus der Ehe des Johannes Lydos mit einer Dukaina (* 900/905) ab, nannte sich anfangs Dukas-Lydos, später nur noch Dukas. Aus ihr stammt Andronikos Dukas-Lydos (* um 925, + nach 976), der mit Ne Skleraina (* um 930) einer Tochter des Pantherios Skleros (* um 900; † nach 844), 944 Domestikos ton scholon, verheiratet war.

### Die kaiserliche Linie der Dukai
Als ihr Stammvater wird allgemein der Strategos und Protospatharios Andronikos Dukas (* um 975; † nach 1010) angesehen, der als Vater des byzantinischen Kaisers Konstantin X. Dukas, (* 1059; † 1067) und Großvater von Michael VII. Dukas (* 1071; † 1078) gilt.

## Kontinuität der Dynastie
Die Frage, ob zwischen diesen Personengruppen gleichen Namens ein genealogischer Zusammenhang besteht bzw. gegebenenfalls, um welchen es sich dabei handelt, hat bereits die byzantinischen Geschichtsschreiber beschäftigt. Dies nicht zuletzt, da Dux eine byzantinische Funktionsbezeichnung für einen hochrangigen Feldherren bzw. Militärgouverneur war, auf die daher kein Monopol einer bestimmten Familie bestand und somit eine parallele Annahme der Funktion als Familiennamen keineswegs ausgeschlossen ist.
Unter den byzantinischen Zeitgenossen gab es diesbezüglich verschiedene Ansichten, da etwa der Geschichtsschreiber Nikephoros Bryennios (* um 1081; † 1136), der byzantinische Universalgelehrte und Geschichtsschreiber Michael Psellos († 1078) und auch der Historiker Nikolaos Kallikes die Zusammengehörigkeit ausdrücklich bestätigten, während sie von dem Geschichtsschreiber Johannes Zonaras (lebte im 12. Jahrhundert) bezweifelt wurde.
Auch in der neueren Literatur besteht diesbezüglich keine Einhelligkeit. Die Europäischen Stammtafeln lassen die Frage Verknüpfung zwischen den älteren Dukai und der kaiserlichen Familie offen, ohne auf die Familie Dukas-Lydos einzugehen.
Christian Settipani geht hingegen von einer genealogischen Verbindung der drei Personengruppen aus.
Demnach seien zwar die älteren Dukas zu Beginn des 10. Jahrhunderts in männlicher Linie ausgestorben, ihr Name sei jedoch durch eine Tochter an das Haus Lydos gelangt.
Das Verbindungsglied zwischen den Dukas-Lydos und der kaiserlichen Dynastie der Dukai ist nach Settipani der Strategos und Protospatharios Andronikos Dukas (* um 975, † nach 1010), den er als Sohn entweder des byzantinischen Generals Christophoros Dukas (* um 950, + nach 979), oder als Sohn von dessen Bruder, Bardas Dukas „Mongos“ (der Heisere) (* um 955, + n. 1017) sieht. Dieser Andronikos wird auch in den Europäischen Stammtafeln als Stammvater der kaiserlichen Dynastie angegeben.
Das kaiserliche Haus der Dukai dürfte in männlicher Linie zu Beginn des 12. Jahrhunderts ausgestorben sein.

## Spätere Namensträger
Wegen des großen Prestiges der Familie wurde der Familienname Dukas jedoch von verschiedenen Familien übernommen, die in weiblicher Linie von ihr abstammten. So etwa von den Dukas-Kalamanos, die ungarischer Herkunft sind und in männlicher Linie aus dem Königshaus der Árpáden stammen.
Hinzu kommt die verwirrende byzantinische Praxis, dem eigenen Familiennamen den Familiennamen weiblicher Vorfahren hinzuzufügen, diesem voranzustellen oder diesen durch den prestigeträchtigeren Familiennamen zu ersetzen, insbesondere dann, wenn dieser aus einer kaiserlichen Dynastie stammt. Eine Stammesgleichheit zwischen späteren Familien, die den Namen Dukas trugen, ist somit in der Regel nicht gegeben.
Ein typisches Beispiel ist die Familie Batatzes (Vatatzes), aus der Johannes III., Kaiser von Byzanz im Exil zu Nicäa (1222–1254), aus Prestigegründen seinem Familiennamen durch Hinzufügen von „Dukas“ aufwertete. Sein Sohn Theodor II., byzantinischer Kaiser zu Nicäa (1254–1258), verzichtete auf seinen eigenen Familiennamen Batatzes und nannte sich stattdessen Dukas Laskaris. Dies nach einer vermutlichen Vorfahrin aus dem Haus Dukas und nach seiner Mutter, die eine Tochter des byzantinischen Kaisers Theodoros I. Laskaris war, der aber selbst schon seinen eigenen Familiennamen durch den Zusatz Komnenos in Komnenos Laskaris geschönt hatte. Noch großzügiger war eine entfernte Großnichte, Theodora Batatzaina (* um 1240, † 1303), die den Familiennamen Dukaina Komnene Palaiologina Batatzaina trug.
Ein anderes Beispiel für diese Praxis ist Johannes Dukas Komnenos (+ v. 1289), Archon (Herrscher) zu Neopatras. Er war ein außerehelicher Sohn eines außerehelichen Sohnes eines außerehelichen Sohnes aus dem Haus Angelos – den Despoten von Epirus. Er zog es jedoch vor, statt des eigenen Familiennamens den weiblicher Vorfahren zu tragen, obwohl diese vier (Komnenos) bzw. sogar fünf Generationen (Dukas) zurücklagen.
Die kaiserliche Dynastie der Palaiologen bestätigt diese Regel, da sich der erste byzantinische Kaiser aus diesem Haus Michael VIII., der von 1259 bzw. 1261 bis 1282 regierte, Dukas Angelos Komnenos Palaiologos nannte.

## Stammtafel
Diese folgt der von Settipani vertretenen These eines genealogischen Zusammenhanges zwischen den drei Personengruppen der Dukai, die jedoch zwecks besserer Übersichtlichkeit getrennt angeführt werden.

### Die ältesten Dukai
Christian Settipani gibt für die älteste Zeit folgende Stammreihe am:
1. Andronikos (* um 755; † 793) 792 Turmach in Armenien und Anhänger des Alexios Musele, der 790 – 792 Stratege des Themas Armenien war. Sohn :
  1. N. Dukas (* um 780) Sohn
    1. Andronikos Dukas (* 805; † n. 855) byzantinischer General, kämpfte 855 gegen die Paulikianer. Sohn :
      1. N. Dukas (* um 830), ⚭ Maria Musele (* um 838; † um 855) aus dem Haus Mamikonian, Tochter des Alexios Musele, der 836 den hohen Titel „Kaisar“ (Caesar) trug und nach 842 als Mönch verstarb und dessen Gemahlin, Maria Prinzessin von Byzanz (* um 825; † 838) aus der Amorischen Dynastie; Tochter des Kaisers Theophilos (829–842), Enkelin des Kaisers Michael II. und der Theodora Mamikonian, Sohn :
        1. Andronikos Dukas (* um 855; † nach 907), Patrikios, 903 Domestikos ton scholon, ⚭ Anna N. Er verbündete sich nach einem internen Streit mit den Arabern, floh nach Bagdad, wo er gezwungen wurde, sich zum Islam zu bekehren.
          1. Eirene Dukaina, ⚭ Emir Abu Hafs (Sohn von Chrysocheir, Haupt der Paulikianer 843/44 – 872 und der Panthia, T. v. Amr Emir von Melitene 837 – 863)
            1. Basileios ibn Abu Hafs (möglicherweise identisch mit dem legendären Helden Digenis Akritas ?)[13]

          2. N. Dukas (* 875/80). Sohn :
            1. Michael Dukas (* 895/900; † 913); rebelliert 913

          3. Konstantinos Dukas (* 875; † 913), Prätendent auf den Thron 913, Domestikos ton scholon 913, ⚭ Ne (* 875/80), Tochter des Gregoras Iberitzes (* um 855; † nach 913), 907 Domestikos ton scholon. Kinder :
            1. Gregoras Dukas (* um 895; † 913) rebelliert 913
            2. Stephanos Dukas (* um 900; † jung nach 913)
            3. Ne Dukaina (* 900/905) ⚭ Johannes Lydos (Nachkommen: Siehe folgender Abschnitt)

### Die Dukas-Lydos
Nach Christian Settipani:
1. Ne Dukaina (* 900/905) ⚭ Johannes Lydos
  1. Andronikos Dukas-Lydos (* um 925; † nach 976); ⚭ Ne Skleraina (* um 930); Tochter des Pantherios Skleros (* um 900; † nach 844), 944 Domestikos ton scholon (etwa: Oberkommandierender der byzantinischen Truppen)
    1. Christophoros Dukas (* um 950; † nach 979), 976 byzantinischer General
    2. Bardas Dukas, genannt „Mongos“ (der Heisere) (* um 955; † n. 1017) kommandierte 1017 einen Feldzug gegen die Chasaren. Sohn eines der beiden Brüder:
      1. Andronikos Dukas (* um 975; † nach 1010), Strategos (Gouverneur einer Militärprovinz), Protospatharios (Nachkommen: Siehe folgender Abschnitt)

### Das kaiserliche Haus Dukas
Nach den Europäischen Stammtafeln:
1. Andronikos Dukas (* um 975; † nach 1010), Strategos, Protospatharios
  1. Konstantin X. Dukas (* 1007; † 1067), Kaiser von Byzanz (1059–10679 ⚭ (I) Ne Dalassene, Tochter des Generals Konstantin Dalassenos, ⚭ (II) vor 1050 Eudokia Makrembolitissa (* 1021; † 1096), Regentin 1067 und 1071, Tochter von Johannes Makrembolites, Nichte des Michael Kerularios (* um 1000; † 1059) Patriarch von Konstantinopel (1043–1059)
    1. Michael VII. Dukas, Mitkaiser seit 1060, Kaiser von Byzanz (1067/1071–1078), danach Mönch
      1. Konstantin Dukas Porphyrogennetos, Mitkaiser 1074/75–1078 und 1081–1087/88

    2. Andronikos Dukas, Mitkaiser (1071–ca. 1078); † nach 1081, ⚭ Maria Prinzessin von Ungarn aus dem Haus der Árpáden, Tochter von Béla I., König von Ungarn (1060/61 – 1063)
    3. Theodora Dukaina (* vor 1059; † nach 1075), ⚭ nach 1071 Domenico Silvo, Doge von Venedig (1074–1084)
    4. Konstantios Dukas „Porphyrogenetos“ (der Purpurgeborene) (* 1060; † fällt am 18. Oktober 1081 bei Durazzo (Durrës)), Mitkaiser (1067–1078), Thronprätendent, 1079 Mönch
    5. Zoe Dukaina „Porphyrogenetos“ (* 1062, 1136 †), ⚭ nach Oktober 1081 Adrianos Komnenos, Megas domestikos tes Dyseos, († 19. April 1105) (Nachkommen)

  2. Johannes Dukas, Caesar, Thronprätendent 1074 (durch Roussel Frangopolos), ⚭ um 1045 Eirene Pegonitissa, Tochter von General Nikolaos Pegonites.
    1. Andronikos Dukas ⚭ vor 1066 Marija von Bulgarien († als Nonne Xene 21. November nach 1089)
      1. Michael Dukas, (* 1061; † 19. Januar 1108/1118); Sebastos; 1083 Protostrator, ⚭ Ne
        1. Konstantinos Dukas, 1118 Sebastos, ⚭ Ne Botaneiatissa,
          1. Anna Dukaina, 1157 Nonne Arete, ⚭ Boris Konrad Prinz von Ungarn (Árpáden), Sohn von Koloman, König von Ungarn (1095–1116); Nachkommen: die Familie Dukas Kalomanos

        2. Theodora Dukaina cl. 1125, ⚭ Theodoros N.
        3. Anna Dukaina, ⚭ Johannes Komnenos († nach 1107), Protosebastos, Dux von Dyrrhachion (Durazzo) (1092–1106)
        4. Eirene Dukaina, ⚭ Gregorios Kalamateros

      2. Johannes Dukas (* 1064; † als Mönch Antonios vor 1136); Megas Dux, Dux des Thema Dyrrhachion (Durazzo) (1090–1092)
      3. Irene Dukaina (* 1066; † als Nonne um den 19. Februar 1123) ⚭ 1077/8 Alexios I. (* 1057; † 1118), Kaiser von Byzanz (1081–1118). Nachkommen: Die Dynastie der Komnenen, Kaiser von Byzanz bis 1185, ab 1204 bis 1461 Kaiser von Trapezunt.
      4. Anna Dukaina (* 1068; † 1110/35); ⚭ Georgios Palaiologos, kaiserlicher General (Nachkommen)
      5. Theodora Dukaina (* um 1070; † 20. Februar vor 1116 als Nonne Eirene)

    2. Konstantinos Dukas (* vor 1050; † 1075/76), Protoproedros, 1073 Protostrator, ⚭ Ne
      1. Johannes Dukas, ⚭ Anna Komnene, Tochter des Sebastokrators Isaak Komnenos
        1. Zoe Dukaina cl. 1120, ⚭ Georgios Botaneiates